# Lasiocnemus
Lasiocnemus is een vliegengeslacht uit de familie van de roofvliegen (Asilidae).

## Soorten
- L. fascipennis Engel & Cuthbertson, 1939
- L. griseicinctipes Speiser, 1913
- L. hermanni Janssens, 1952
- L. hyalipennis Janssens, 1952
- L. londti Dikow, 2007
- L. lugens Loew, 1858
- L. obscuripennis (Loew, 1851)